# Régis Tranquille
Régis Tranquille (ur. 17 stycznia 1955) – seszelski lekkoatleta, olimpijczyk.

## Kariera
Wystąpił na Letnich Igrzyskach Olimpijskich 1980 w trzech konkurencjach, czyli w biegu na 400 m i obu sztafetach sprinterskich. Z wynikiem 49,34 zajął przedostatnią 5. pozycję w swoim biegu eliminacyjnym, osiągając 39. wynik wśród 50 sprinterów, którzy przystąpili do rywalizacji. W biegach sztafetowych 4 × 100 m i 4 × 400 m także odpadł w eliminacjach (w obu sztafetach Seszele reprezentowali: Vincent Confait, Marc Larose, Casimir Pereira i Régis Tranquille). Na krótszym z dystansów zajęli 7. miejsce w wyścigu kwalifikacyjnym (41,71), wyprzedzając wyłącznie niesklasyfikowanych Kubańczyków. Podobna sytuacja nastąpiła w drugiej ze sztafet – tym razem reprezentanci tego kraju pokonali niesklasyfikowanych Jamajczyków (3:19,2). W przypadku obu sztafet, Seszelczycy osiągnęli w eliminacjach wynik lepszy jedynie od reprezentantów Sierra Leone.
Złoty medalista Igrzysk Wysp Oceanu Indyjskiego 1979 w biegu na 400 m (49,17).
Rekord życiowy w biegu na 400 m – 49,17 (1979).